# Perenniporia globispora
Perenniporia globispora är en svampart som beskrevs av Ipulet & Ryvarden 2005. Perenniporia globispora ingår i släktet Perenniporia och familjen Polyporaceae.   Inga underarter finns listade i Catalogue of Life.